# Petr Dragoun
Petr Dragoun (* 19. Dezember 1981 in Duchcov) ist ein ehemaliger tschechischer Fußballspieler.

## Vereinskarriere
Dragoun stammt aus der Jugendabteilung des FK Teplice. Er wurde zunächst nur in der B-Mannschaft eingesetzt, in der Rückrunde der Saison 2002/03 war er an den damaligen Zweitligisten FK Chomutov ausgeliehen, ohne zum Einsatz zu kommen. In der Saison 2003/04 stand er zwar im Profikader des FK Teplice, spielte aber nur eine einzige Minute, als er in der Begegnung mit Sigma Olomouc in der Nachspielzeit eingewechselt wurde.
Der Abwehrspieler wurde im Januar 2004 an den damaligen Drittligisten FK Ústí nad Labem ausgeliehen, bei dem er regelmäßig spielte und am Saisonende den Aufstieg in die 2. Liga feiern konnte. Auch dort gehörte der Verteidiger zum Stammpersonal. Zusammen mit seinem Trainer Jiří Plíšek wechselte er im Sommer 2006 zum 1. FC Slovácko. Nach nur einem halben Jahr in Uherské Hradiště kehrte er auf Leihbasis zu seinem ehemaligen Klub nach Teplice zurück, saß dort aber zunächst nur auf der Bank. Erst gegen Saisonende wurde er eingesetzt.
Zur Saison 2007/08 wurde Dragoun vom holländischen Ehrendivisionär RBC Roosendaal verpflichtet. Nach nur einem Jahr kehrte er Roosendaal wieder den Rücken und wechselte nach Deutschland, zum damaligen Oberliga-Aufsteiger FC Grün-Weiß Wolfen. In der Oberliga absolvierte Dragoun für die Grün-Weißen 26 Spiele und erzielte dabei einen Treffer. Jedoch stieg die Mannschaft am Saisonende wieder ab. Nach zwei Jahren in Wolfen, verließ der Verteidiger im Sommer 2010 Deutschland und wechselte in seine Heimat, zum tschechischen Zweitligisten FC Zenit Čáslav. Nach nur einem halben Jahr kehrte er dem Klub jedoch wieder den Rücken zu und wechselte zum zweiten Mal nach Deutschland, wo er sich dem ZFC Meuselwitz in der Fußball-Regionalliga anschloss. Sein Ligadebüt für Meuselwitz gab Dragoun am 27. Februar 2011 bei der 1:3-Auswärtsniederlage gegen den TSV Havelse. Trainer Damian Halata ließ seinen Neueinkauf damals in der Startformation auflaufen.
Im Sommer 2011 kehrte der Defensivakteur nach Ústí nad Labem zurück. Er spielte noch zwei Jahre in der zweiten tschechischen Liga. Die Saison 2011/12 beendete er mit seiner Mannschaft auf dem ersten Platz, der Aufstieg blieb ihnen jedoch verwehrt. Im Sommer 2013 kehrte er zum FK Teplice zurück, kam aber nicht mehr zum Einsatz und beendete bald darauf seine Laufbahn.